# Wasungen
Wasungen är en stad i Landkreis Schmalkalden-Meiningen i förbundslandet Thüringen i Tyskland.
Kommunen ingår i förvaltningsgemenskapen Wasungen-Amt Sand tillsammans med kommunerna Friedelshausen, Mehmels och Schwallungen.

## Bilder
|          |
| Rådhuset |